# فرودگاه سلاح
فرودگاه سلاح (به انگلیسی: Selah Airstrip) یک فرودگاه است . این فرودگاه در کشور ایالات متحده آمریکا قرار دارد .